# Tutsek Gusztáv
Tutsek Gusztáv Vazul (Kolozsvár, 1902. augusztus 24. – Budapest, 1972. november 23.) magyar jogász, bíró, akit az 1956 utáni megtorlásokban játszott szerepéért, a nagy számú halálos ítéletéért gyakran „Tutsek vérbíró” néven emlegetnek.

## Pályafutása
Tutsek 1927. október 15-én a szegedi tudományegyetemen szerzett államtudományi doktorátust, majd fél évvel később, 1928. április 21-én jogtudományi doktorátust kapott. Eközben 1928. január 23-tól a Makói Királyi Járásbíróságon, majd 1929. január 25-től a Hódmezővásárhelyi Királyi Járásbíróságon dolgozott. 1933. május 29-én és 1934. július 5-én egységes ügyvédi és bírói vizsgát tett. A második bécsi döntést követően 1941. június 4-től a Kolozsvári Királyi Törvényszéken dolgozott bírósági titkárként. 1942. március 21-én a Hidalmási Királyi Járásbíróság járásbírójának nevezték ki. A második világháború alatt többször teljesített katonai szolgálatot.
A háború végeztével 1945. július 3-án igazolták (tisztázták, hogy nem volt háborús bűnös), és 1945. augusztus 21-től a Budapesti Népbíróság bírája lett. Amikor a Budapesti Népbíróság 1949. november 1-jével megszűnt, a Budapesti Büntetőtörvényszékhez helyezték át. Itt az ötvenes évektől tanácsvezető bíró, majd tanácselnök volt. 1967. február 21-én nyugdíjba vonult.

## Szerepe az 1956 utáni megtorlásban
A Budapesti Büntetőtörvényszék bírájaként Tutsek Gusztávnak jelentős szerepe volt az 1956 utáni megtorló ítéletekben. Első fokú bíróként 15 perben 62 embert ítélt halálra, bár ezek közül néhánynak másodfokon enyhébb büntetést adtak. Többek között ő ítélte halálra Angyal Istvánt és Bárány Jánost, akiket ki is végeztek, valamint Mécs Imrét és Wittner Máriát, akiknek az ítéletét másodfokon enyhítették, és végül amnesztiával szabadultak. Más szemszögből nézve: a megtorló kampány során mintegy 230–235 személyt végeztek ki; ezek közül 45-öt Tutsek Gusztáv ítélt halálra. Különösen nagy számú halálos ítélete miatt gyakran illetik a „vérbíró” elnevezéssel.

## Családja
Tutsek Gusztáv 1928. február 25-én Szegeden házasodott össze Szomora Margittal. A házasság az 1930-as években válással végződött. Tutsek a válás után nem tartotta a kapcsolatot gyermekeivel. Toroczkai László, a Mi Hazánk elnökének dédapja, akik nem ismerhették egymást, hisz Tutsek Gusztáv elhagyta családját és Toroczkai László születése előtt 7 évvel elhunyt.

## Kitüntetései
- Tűzkereszt I. fokozata (1944)
- Szocialista Munkáért Érdemérem (1955. május 1.)
- Magyar Szabadság Érdemrend ezüst fokozata (1958)[2]